# Branimir Glavičić
Branimir Glavičić (Našice, 12. svibnja 1926. – Zadar, 10. siječnja 2010.), hrvatski klasični filolog, profesor Sveučilišta u Zadru i član HAZU.

## Životopis
Odrastao i formiran na sjeveru Hrvatske, uglavnom u Zagrebu, cijeli radni vijek proveo je u Zadru na Filozofskom fakultetu.

### Znanstveni rad
Prvo je razdoblje znanstvenoga razvoja uglavnom posvetio ranoj grčkoj epici, drugo pretežno europskom i osobito hrvatskom latinizmu. Znatan dio njegova rada okupljen je oko heksametra, iznimno važnog stiha u europskioj književnosti. U rukopisnoj disertaciji (Zadar, 1964) proučio je metričko zakoračenje u Homera, kojega je i prevodio, kao i Hesioda, Apolonija Rođanina, Teokrita. Pokazao se velemajstorom hrvaćenja grčkih pisaca, uzornim proučavateljem rane grčke epike.
Zbog činjenice da je hrvatska književnost stoljećima bila višejezična i da je latinski jezik u korpusu hrvatske književnosti bio jako zanemaren, prihvatio se proučavanja i prevođenja hrvatskoga latinizma, u prvom planu Marka Marulića. Obradio je i: Ivana Polikarpa Severitana, Antuna Vrančića, Šimuna Kožičića Benju, Ivana Česmičkoga, Vicka Zmajevića, Damjana Benešu i Brnu Džamanjića.

## Djela
Kako do Branimira Glavičića hrvatskih izdanja Marulićevih latinskih djela gotovo da nije bilo, objavio je prijevode desetak Marulićevih knjiga (Davidijada, Pouke za čestit život s primjerima, Institucija I-III, Evanđelistar I-II, Repertorium I-III itd.) često ih opskrbivši predgovorima, bilješkama, kazalima itd. K tomu, objavio je Marulićev latinski rječnik (Split, 1997.) i objelodanio sintezu Versifikacija hrvatskih latinista, Split, 2001. 
Hrvatio je još neke latiniste, npr. Jakova Bunića, Ruđera Boškovića (Pomrčine sunca i mjeseca, Zagreb, 2007), spis Obsidio Iadrensis, ulomke iz Vrančićeva Života nikoliko izabranih divic (Šibenik, 1995.), prevodio je i druge pisce s latinskoga, npr. Dantea i Petrarku. 
Knjige su mu izlazile u Zagrebu, u Splitu i u Sarajevu. Objavljivao je u znanstvenim zbornicima i u nizu časopisa: Filologija, Živa antika, Radovi Filozofskog fakulteta u Zadru, Čakavska rič, Colloquia Maruliana, Senjski zbornik, Adrias, Forum, Mogućnosti, Zadarska revija / smotra, Dubrovnik itd.

## Nagrade i priznanja
- Nagrada Slobodne Dalmacije,
- Republička nagrada Božidar Adžija,
- Nagradu grada Zadra,
- Zlatna plaketa Grb grada Splita,
- Nagrada grada Splita za životno djelo,
- Nagrada Judita Društva hrvatskih književnika,
- Nagrada Iso Velikanović za životno djelo 2007.